# Tour de France 1925
Le Tour de France 1925, 19e édition du Tour de France, s'est déroulé du 21 juin au 19 juillet 1925 sur 18 étapes pour 5 430 km.

## Généralités
- Ottavio Bottecchia décide de concentrer sa saison sur cette épreuve et atteint son objectif en remportant assez facilement le 19e Tour de France. Il devient le 4e coureur à remporter un second Tour après Lucien Petit-Breton, Firmin Lambot et Philippe Thys.
- La différence se fait dans la montagne, où Nicolas Frantz, le principal outsider, ne peut suivre Ottavio Bottecchia. Il se rattrapera en remportant tout de même 4 étapes.
- Aucun Français ne termine dans les 10 premiers pour la première fois.
- Henri Desgrange met en place le système d'équipes et déclare : « chaque équipe de 12 coureurs constitue une entité dont les hommes pourront s’entraider de façon à se présenter en plus grand nombre possible à l’arrivée, ou à faire gagner la marque qu’ils représentent ».
- Âgé de quarante ans, Eugène Christophe participe à son dernier Tour.
- Moyenne du vainqueur : 24,820 km/h.
- Vannes, Évian-les-Bains et Mulhouse sont pour la première fois des villes-étapes.

## Liste des participants
La liste ci-dessous présente les coureurs inscrits par numéro de dossard.
| Légende | Légende                                                                    | Légende | Légende                                                    |
| ------- | -------------------------------------------------------------------------- | ------- | ---------------------------------------------------------- |
| Num     | Dossard de départ porté par le coureur sur ce Tour                         | Pos     | Position à l'arrivée de la course                          |
|         | Indique un maillot de champion national ou mondial, suivi de sa spécialité | NP      | Indique un coureur qui n'a pas pris le départ de la course |
| AB      | Indique un coureur qui n'a pas terminé la course                           | HD      | Indique un coureur qui a terminé la course hors des délais |

| Automoto | Automoto                 | Automoto |
| -------- | ------------------------ | -------- |
| Num      | Coureur                  | Pos      |
| 1        | Ottavio Bottecchia (ITA) | 1er      |
| 2        | Philippe Thys (BEL)      | AB-9     |
| 3        | Lucien Buysse (BEL)      | 2e       |
| 4        | Jules Buysse (BEL)       | 15e      |
| 5        | Henri Pélissier (FRA)    | AB-4     |
| 6        | Francis Pélissier (FRA)  | AB-9     |

| JB Louvet | JB Louvet                     | JB Louvet |
| --------- | ----------------------------- | --------- |
| Num       | Coureur                       | Pos       |
| 7         | Eugène Christophe (FRA)       | 18e       |
| 8         | Hector Martin (BEL)           | 14e       |
| 9         | Marcel Colleu (FRA)           | AB-8      |
| 10        | August Mortelmans (BEL)       | NP-4      |
| 11        | Theo Wynsdau (BEL)            | AB-8      |
| 12        | Raymond Decorte (BEL)         | NP-4      |
| 13        | Camille Van de Casteele (BEL) | AB-3      |
| 14        | Albert Dejonghe (BEL)         | 5e        |

| Alcyon | Alcyon                 | Alcyon |
| ------ | ---------------------- | ------ |
| Num    | Coureur                | Pos    |
| 15     | Félix Sellier (BEL)    | 9e     |
| 16     | Bartolomeo Aimo (ITA)  | 3e     |
| 17     | Louis Mottiat (BEL)    | 31e    |
| 18     | Émile Masson (BEL)     | 22e    |
| 19     | Romain Bellenger (FRA) | 11e    |
| 20     | Nicolas Frantz (LUX)   | 4e     |

| Labor | Labor                   | Labor |
| ----- | ----------------------- | ----- |
| Num   | Coureur                 | Pos   |
| 21    | Raymond Englebert (BEL) | 20e   |
| 22    | Alfons Standaert (BEL)  | 35e   |

| Thomann | Thomann                  | Thomann |
| ------- | ------------------------ | ------- |
| Num     | Coureur                  | Pos     |
| 23      | Théophile Beeckman (BEL) | 6e      |
| 24      | Adelin Benoît (BEL)      | 12e     |

| Météore | Météore                   | Météore |
| ------- | ------------------------- | ------- |
| Num     | Coureur                   | Pos     |
| 25      | Angelo Gremo (ITA)        | 26e     |
| 26      | Federico Gay (ITA)        | 10e     |
| 27      | Bongiovanni Modesto (ITA) | NP-1    |
| 28      | Arturo Bresciani (ITA)    | 28e     |
| 29      | Luigi Lucotti (ITA)       | NP-4    |
| 30      | Roger Lacolle (FRA)       | 42e     |
| 31      | Romolo Lazzaretti (ITA)   | AB-14   |
| 32      | Somin Tequi (FRA)         | NP-1    |

| Christophe | Christophe            | Christophe |
| ---------- | --------------------- | ---------- |
| Num        | Coureur               | Pos        |
| 33         | Auguste Verdyck (BEL) | 8e         |
| 34         | Alfonso Piccin (ITA)  | 25e        |
| 35         | Émile Hardy (BEL)     | 17e        |

| Armor | Armor                 | Armor |
| ----- | --------------------- | ----- |
| Num   | Coureur               | Pos   |
| 36    | Omer Huyse (BEL)      | 7e    |
| 37    | Giuseppe Enrici (ITA) | AB-11 |

| J. Alavoine-Wolber | J. Alavoine-Wolber  | J. Alavoine-Wolber |
| ------------------ | ------------------- | ------------------ |
| Num                | Coureur             | Pos                |
| 38                 | Jean Alavoine (FRA) | 13e                |

| Peugeot | Peugeot                | Peugeot |
| ------- | ---------------------- | ------- |
| Num     | Coureur                | Pos     |
| 39      | Robert Jacquinot (FRA) | AB-9    |
| 40      | Hector Heusghem (BEL)  | AB-12   |
| 41      | Henri Collé (SUI)      | AB-1    |

| Touristes-Routiers | Touristes-Routiers       | Touristes-Routiers |
| ------------------ | ------------------------ | ------------------ |
| Num                | Coureur                  | Pos                |
| 101                | Daniel Masson (FRA)      | AB-1               |
| 102                | Urbain Comitis (FRA)     | AB-3               |
| 103                | Émile Costard (FRA)      | AB-1               |
| 104                | Jean Majerus (LUX)       | AB-1               |
| 105                | François Chevalier (FRA) | 48e                |
| 106                | Charles Garin (FRA)      | NP-1               |
| 107                | Léopold Gelot (FRA)      | AB-13              |
| 108                | Marcel Perrière (SUI)    | AB-1               |
| 109                | Victor Guichon (FRA)     | AB-9               |
| 110                | Charles Roux (FRA)       | 34e                |
| 111                | François Lepenant (FRA)  | AB-8               |
| 112                | Antoine Riera (FRA)      | 38e                |
| 113                | Auguste Lesigne (FRA)    | AB-3               |
| 114                | Marcel Guignebourg (FRA) | AB-1               |
| 115                | Gaston Morlet (FRA)      | AB-3               |
| 116                | Alfredo Francini (ITA)   | AB-13              |
| 117                | René Wendels (BEL)       | AB-3               |
| 118                | Émile Broussard (FRA)    | AB-7               |
| 119                | Pierre Argeles (FRA)     | AB-3               |
| 120                | Charles Loew (FRA)       | 37e                |
| 121                | Joseph Pé (BEL)          | AB-3               |
| 122                | Camille Botte (BEL)      | AB-3               |
| 123                | Louis Beaulieu (FRA)     | AB-8               |
| 124                | Alphonse Van Daele (BEL) | AB-1               |
| 125                | Charles Cento (FRA)      | 41e                |
| 126                | Giovanni Canova (ITA)    | 27e                |
| 127                | Henri Catelan (FRA)      | AB-13              |
| 128                | L. Vauthier (FRA)        | NP-1               |
| 129                | Charles Martinet (SUI)   | 29e                |
| 130                | Maurice Protin (FRA)     | AB-3               |
| 131                | Louis Richert (FRA)      | AB-3               |
| 132                | Albert Eischen (LUX)     | AB-2               |
| 133                | Henri Miège (FRA)        | 44e                |
| 134                | Henri Rubert (FRA)       | 39e                |
| 135                | Mosé Arosio (ITA)        | 32e                |
| 136                | Édouard Teisseire (FRA)  | 43e                |
| 137                | Marcel Clausse (BEL)     | AB-8               |

| Touristes-Routiers (suite) | Touristes-Routiers (suite) | Touristes-Routiers (suite) |
| -------------------------- | -------------------------- | -------------------------- |
| Num                        | Coureur                    | Pos                        |
| 138                        | Charles Krier (LUX)        | 40e                        |
| 139                        | Alexandre Bontoux (FRA)    | AB-8                       |
| 140                        | Eugène Dhers (FRA)         | 23e                        |
| 141                        | Julien Lamby (FRA)         | AB-1                       |
| 142                        | Arthur Hendryckx (BEL)     | 47e                        |
| 143                        | Fernand Besnier (FRA)      | 49e                        |
| 144                        | Angelo Erba (ITA)          | AB-8                       |
| 145                        | Adrien Toussaint (FRA)     | AB-8                       |
| 146                        | Georges Lethor (FRA)       | AB-1                       |
| 147                        | Charles Hauri (SUI)        | NP-1                       |
| 148                        | Lucien Prudhomme (FRA)     | 46e                        |
| 149                        | Albert Jordens (BEL)       | AB-8                       |
| 150                        | Giuseppe Ercolani (ITA)    | NP-1                       |
| 151                        | André Drobecq (FRA)        | AB-7                       |
| 152                        | Joseph Berio (FRA)         | AB-4                       |
| 153                        | Jules Deloffre (FRA)       | AB-17                      |
| 154                        | Honoré Barthélémy (FRA)    | NP-7                       |
| 155                        | Adrien Alpini (FRA)        | AB-8                       |
| 156                        | Siméon Vergnol (FRA)       | AB-4                       |
| 157                        | Giuseppe Ruffoni (ITA)     | AB-4                       |
| 158                        | Julien Perdaens (BEL)      | AB-3                       |
| 159                        | Francesci Liverani (ITA)   | AB-1                       |
| 160                        | Jaime Janer (ESP)          | NP-1                       |
| 161                        | Henri Touzard (FRA)        | 24e                        |
| 162                        | Alfred Steux (BEL)         | AB-1                       |
| 163                        | Maxime Mourguiat (FRA)     | NP-8                       |
| 164                        | Auguste Pescher (FRA)      | AB-4                       |
| 165                        | Maurice Arnoult (FRA)      | 30e                        |
| 166                        | Louis Lemitère (FRA)       | AB-1                       |
| 167                        | François Faillu (FRA)      | NP-1                       |
| 168                        | Giuseppe Cassin (ITA)      | AB-13                      |
| 169                        | Theo Bertholet (SUI)       | AB-1                       |
| 170                        | Gaston Leme (FRA)          | AB-7                       |
| 171                        | Victorin Leroy (FRA)       | AB-1                       |
| 172                        | Constant Lhote (FRA)       | NP-1                       |
| 173                        | Victor Lafosse (FRA)       | AB-9                       |
| 174                        | Nicolas Wolpianski (FRA)   | NP-1                       |

| Touristes-Routiers (suite) | Touristes-Routiers (suite) | Touristes-Routiers (suite) |
| -------------------------- | -------------------------- | -------------------------- |
| Num                        | Coureur                    | Pos                        |
| 175                        | Robert Asse (FRA)          | AB-3                       |
| 176                        | Henri Van Eecke (BEL)      | NP-1                       |
| 177                        | Joseph Rayen (FRA)         | AB-1                       |
| 178                        | Desiderio Vinuesa (ESP)    | AB-1                       |
| 179                        | Louis Kumps (BEL)          | NP-1                       |
| 180                        | Riccardo Benasseni (ITA)   | AB-1                       |
| 181                        | Édouard Petre (FRA)        | 45e                        |
| 182                        | Antonio Candidi (ITA)      | NP-1                       |
| 183                        | Charles Parel (SUI)        | AB-8                       |
| 184                        | Guido Messeri (ITA)        | NP-9                       |
| 185                        | Gaston Coriol (FRA)        | AB-1                       |
| 186                        | Alcide Lambeye (FRA)       | NP-1                       |
| 187                        | Léon Avrillaud (FRA)       | AB-1                       |
| 188                        | Victor Kirchen (LUX)       | AB-7                       |
| 189                        | Luigi Vertemati (ITA)      | AB-8                       |
| 190                        | Felice Di Gaetano (ITA)    | AB-9                       |
| 191                        | Giuseppe Borghi (ITA)      | AB-8                       |
| 192                        | Arthur Targez (BEL)        | AB-4                       |
| 193                        | Umberto Berni (ITA)        | 33e                        |
| 194                        | Oreste Carozzi (ITA)       | NP-1                       |
| 195                        | Léon Despontin (BEL)       | 16e                        |
| 196                        | Joseph Marchand (BEL)      | AB-4                       |
| 197                        | Isidrio Doro (ITA)         | NP-1                       |
| 198                        | Georges Kamm (FRA)         | NP-1                       |
| 199                        | Guillaume Le Nevez (FRA)   | NP-1                       |
| 200                        | Jacques Coomans (BEL)      | AB-3                       |
| 201                        | Vincenzo Bianco (ITA)      | 36e                        |
| 202                        | Pietro Barbati (ITA)       | AB-8                       |
| 203                        | Émile Druz (FRA)           | NP-1                       |
| 204                        | Guido Oddone (ITA)         | NP-1                       |
| 205                        | Michele Gordini (ITA)      | 21e                        |
| 206                        | Alexandre Tozzi (FRA)      | AB-2                       |
| 207                        | Eugène Chiaberge (FRA)     | AB-4                       |
| 208                        | Giovanni Rossignoli (ITA)  | 19e                        |
| 209                        | Alfredo Cominetti (ITA)    | AB-8                       |

## Étapes
| Étape,    | Date        | Villes étapes                        |                   | Distance (km) | Vainqueur d’étape  | Leader du classement général |
| --------- | ----------- | ------------------------------------ | ----------------- | ------------- | ------------------ | ---------------------------- |
| 1re étape | 21 juin     | Le Vésinet – Le Havre                | Étape de plaine   | 340           | Ottavio Bottecchia | Ottavio Bottecchia           |
| 2e étape  | 23 juin     | Le Havre – Cherbourg                 | Étape de plaine   | 371           | Romain Bellenger   | Ottavio Bottecchia           |
| 3e étape  | 25 juin     | Cherbourg – Brest                    | Étape de plaine   | 405           | Louis Mottiat      | Adelin Benoît                |
| 4e étape  | 26 juin     | Brest – Vannes                       | Étape de plaine   | 208           | Nicolas Frantz     | Adelin Benoît                |
| 5e étape  | 27 juin     | Vannes – Les Sables-d'Olonne         | Étape de plaine   | 204           | Nicolas Frantz     | Adelin Benoît                |
| 6e étape  | 28 juin     | Les Sables-d'Olonne – Bordeaux       | Étape de plaine   | 293           | Ottavio Bottecchia | Adelin Benoît                |
| 7e étape  | 30 juin     | Bordeaux – Bayonne                   | Étape de plaine   | 189           | Ottavio Bottecchia | Ottavio Bottecchia           |
| 8e étape  | 1er juillet | Bayonne – Luchon                     | Étape de montagne | 326           | Adelin Benoît      | Adelin Benoît                |
| 9e étape  | 3 juillet   | Luchon – Perpignan                   | Étape de montagne | 323           | Nicolas Frantz     | Ottavio Bottecchia           |
| 10e étape | 5 juillet   | Perpignan – Nîmes                    | Étape de plaine   | 215           | Théophile Beeckman | Ottavio Bottecchia           |
| 11e étape | 6 juillet   | Nîmes – Toulon                       | Étape de plaine   | 215           | Lucien Buysse      | Ottavio Bottecchia           |
| 12e étape | 7 juillet   | Toulon – Nice                        | Étape de montagne | 280           | Lucien Buysse      | Ottavio Bottecchia           |
| 13e étape | 9 juillet   | Nice – Briançon                      | Étape de montagne | 275           | Bartolomeo Aimo    | Ottavio Bottecchia           |
| 14e étape | 11 juillet  | Briançon – Évian-les-Bains           | Étape de montagne | 303           | Hector Martin      | Ottavio Bottecchia           |
| 15e étape | 13 juillet  | Évian-les-Bains – Mulhouse           | Étape de montagne | 373           | Nicolas Frantz     | Ottavio Bottecchia           |
| 16e étape | 15 juillet  | Mulhouse – Metz                      | Étape de plaine   | 334           | Hector Martin      | Ottavio Bottecchia           |
| 17e étape | 17 juillet  | Metz – Dunkerque                     | Étape de plaine   | 433           | Hector Martin      | Ottavio Bottecchia           |
| 18e étape | 19 juillet  | Dunkerque – Paris - Parc des Princes | Étape de plaine   | 343           | Ottavio Bottecchia | Ottavio Bottecchia           |

Note : le règlement ne fait aucune distinction entre les étapes de plaine ou de montagne ; les icônes indiquent simplement la présence ou non d'ascensions notables durant l'étape.

## Classement général final
| Classement général | Classement général     | Classement général | Classement général | Classement général   |
|                    | Coureur                | Pays               | Équipe             | Temps                |
| ------------------ | ---------------------- | ------------------ | ------------------ | -------------------- |
| 1er                | Ottavio Bottecchia     | Italie             | Automoto           | en 219 h 10 min 18 s |
| 2e                 | Lucien Buysse          | Belgique           | Automoto           | + 56 min 20 s        |
| 3e                 | Bartolomeo Aimo        | Italie             | Alcyon             | + 58 min 37 s        |
| 4e                 | Nicolas Frantz         | Luxembourg         | Alcyon             | + 1 h 11 min 24 s    |
| 5e                 | Albert Dejonghe        | Belgique           | J.B. Louvet        | + 1 h 27 min 42 s    |
| 6e                 | Théophile Beeckman     | Belgique           | Thomann            | + 2 h 24 min 43 s    |
| 7e                 | Omer Huyse             | Belgique           | Armor              | + 2 h 33 min 38 s    |
| 8e                 | Auguste Verdyck        | Belgique           | Christophe         | + 2 h 44 min 36 s    |
| 9e                 | Félix Sellier          | Belgique           | Alcyon             | + 2 h 45 min 59 s    |
| 10e                | Federico Gay           | Italie             | Météore            | + 4 h 6 min 3 s      |
| 11e                | Romain Bellenger       | France             | Alcyon             | + 4 h 26 min 10 s    |
| 12e                | Adelin Benoit          | Belgique           | Thomann            | + 4 h 37 min 14 s    |
| 13e                | Jean Alavoine          | France             | J. Alavoine-Wolber | + 4 h 39 min 48 s    |
| 14e                | Hector Martin          | Belgique           | J.B. Louvet        | + 4 h 48 min 44 s    |
| 15e                | Jules Buysse           | Belgique           | Automoto           | + 5 h 7 min 33 s     |
| 16e                | Léon Despontin         | Belgique           | Touriste-Routier   | + 5 h 28 min 7 s     |
| 17e                | Émile Hardy (en)       | Belgique           | Christophe         | + 6 h 39 min 1 s     |
| 18e                | Eugène Christophe      | France             | J.B. Louvet        | + 6 h 55 min 31 s    |
| 19e                | Giovanni Rossignoli    | Italie             | Touriste-Routier   | + 7 h 18 min 13 s    |
| 20e                | Raymond Englebert (en) | Belgique           | Labor              | + 7 h 30 min 6 s     |
| 21e                | Michele Gordini        | Italie             | Touriste-Routier   | + 7 h 31 min 40 s    |
| 22e                | Emile Masson           | Belgique           | Alcyon             | + 8 h 55 min 18 s    |
| 23e                | Eugène Dhers (en)      | France             | Touriste-Routier   | + 9 h 34 min 16 s    |
| 24e                | Henri Touzard          | France             | Touriste-Routier   | + 9 h 38 min 6 s     |
| 25e                | Alfonso Piccin         | Italie             | Christophe         | + 9 h 47 min 24 s    |
| modifier           |                        |                    |                    |                      |